# Atoyac (municipalité)
La municipalité d'Atoyac est l'une des 212 municipalités de l'État de Veracruz, et est située dans la partie centrale de cet État. Elle se trouve à l'ouest du golfe du Mexique, dans le bassin versant de la rivière Río Cotaxtla, principal affluent du fleuve Río Jamapa, et est assise sur les contreforts de la chaîne de montagnes de la Sierra Madre orientale. Son chef-lieu est la ville éponyme d'Atoyac. Elle dépend de la région administrative de Las Montañas, qui est une des 10 subdivisions administratives de l'État de Veracruz.

## Géographie
La municipalité d'Atoyac s'étend du nord-ouest au sud-est le long de la rivière Atoyac, affluente de la rivière Río Cotaxtla, qui la borde à l'est. Elle est traversée par d'autres rivières, telles que les rivières Paso de Doña Juana et Hondo. Assise sur les contreforts de la chaîne de montagnes de la Sierra Madre orientale, son altitude oscille entre 300 et 1600 mètres. Son chef-lieu, la ville éponyme d'Atoyac, se trouve dans la moitié  sud de son territoire. La ville la plus importante est cependant General Miguel Alemán, qui se trouve au sud-ouest d'Atoyac, non loin de la limite ouest de la municipalité. Son territoire couvre une superficie de 122,7 km2, et était peuplé en 2020 de 23 461 habitants, pour une densité de 191,3 habitants par km2.
La municipalité est limitrophe au nord de celle de Tepatlaxco, à l'ouest de celles de Ixhuatlán del Café, de Amatlán de los Reyes et de Yanga, au sud de celle de Cuitláhuac, et à l'est de celle de Paso del Macho.

## Composition et démographie
La municipalité était composée en 2020 de 74 localités, dont 2 étaient considérées comme urbaines, les autres étant rurales.
| Localité                              | Population |
| ------------------------------------- | ---------- |
| General Miguel Alemán (Potrero Nuevo) | 14 299     |
| Atoyac                                | 2809       |
| Corral de Piedra                      | 937        |
| La Charca                             | 627        |
| Progreso                              | 527        |
| Reste des localités                   | 4262       |
| Total population                      | 23 461     |

En plus de l'espagnol, plusieurs langues amérindiennes sont parlées dans la municipalité, dont les principales sont par ordre d'importance : le nahuatl et dans une moindre mesure le mixtèque et le mazatèque.

## Histoire
La municipalité d'Atoyac est créée en 1916, sur une part de territoire cédée par la municipalité de Paso del Macho.

## Économie

### Agriculture et élevage
La superficie des parcelles semées représentait en 2019 une surface totale de 6115 hectares, parmi lesquels 3026 hectares étaient voués à la culture du caféier, 2260 hectares étaient voués à la culture de la canne à sucre, et 347 étaient voués à celle du maïs.
En 2020, la production de viande par tonnes comprenait 46 tonnes de viande bovine, 783,8 tonnes de viande porcine, 3,8 tonnes de viande ovine, 2,4 tonnes de volailles, et 1,9 tonne de dinde. La superficie vouée à l'élevage représentait alors 17 hectares.

### Industrie
La ville de General Miguel Alemán comprend une usine de raffinage du sucre, nommée El Portrero, et fondée en 1908.